# بال شتاينر
بال شتاينر (بالمجرية: Steiner Pál)‏ هو سياسي مجري، ولد في 13 مايو 1953 ببودابست في المجر. حزبياً، نشط في حزب العمال الاشتراكي المجري. وقد انتخب عضو الجمعية الوطنية المجرية.